# Stoughton (Canada)
Stoughton è un comune del Canada, situato nella provincia del Saskatchewan, nella divisione No. 1.